# Thin Lizzy
Thin Lizzy foi uma banda Irlandesa de hard rock, formada em Dublin no ano de 1969. Foi uma das primeiras bandas da Irlanda a misturar música irlandesa com o rock and roll, chegando inclusive a fazer versões de músicas folclóricas irlandesas. A banda foi liderada, ao longo de sua carreira, pelo cantor e compositor Phil Lynott, e são conhecidos por hits como "Jailbreak", "The Boys Are Back in Town" e "Whiskey in the Jar". Após a morte de Lynott, diversas formações da banda surgiram ao longo dos anos, que culminaram numa formação mais estável baseada em torno dos guitarristas Scott Gorham e John Sykes.
Como líder do Thin Lizzy, Lynott compôs ou co-compôs a maior parte das canções da banda. Também foi um dos poucos negros a conseguir algum sucesso significativo no hard rock. Além de ser multirracial, a banda também se notabilizou por recrutar membros em ambos os lados da fronteira irlandesa (com membros nascidos na Escócia, Irlanda do Norte, Inglaterra e, ainda, Estados Unidos), e das comunidades católica e protestante da ilha. Sua música reflete uma ampla gama de influências, incluindo a country music, o rock psicodélico, a música irlandesa e a música tradicional folclórica daquele país; porém é classificada geralmente como hard rock ou, por vezes, heavy metal.[carece de fontes?] A revista Rolling Stone descreveu a banda como "distintamente hard rock", "muito distante da matilha zurrante de meados da década de 70".
John Dougan, crítico do site Allmusic, escreveu que "como a força criativa da banda, Lynott era um compositor mais inteligente e perspicaz que muitos de sua classe, preferindo os dramas de amor e ódio cotidianos da classe operária, influenciado por Bob Dylan, Van Morrison, Bruce Springsteen e virtualmente quase toda a tradição literária irlandesa." Van Morrison, Jeff Beck e Jimi Hendrix foram grandes influências durante o início da banda, e entre as influências posteriores estão os artistas americanos Little Feat e Bob Seger. Em 2013, Gorham decidiu que não gostariam de gravar novo material sob o nome Thin Lizzy, então criou a banda Black Star Riders.

## História
Em 1970, assinaram com o selo Decca, onde lançaram três álbuns e uma série de compactos. Nos dois primeiros álbuns, Thin Lizzy e Shades of Blue Orphanage, o estilo ainda era centrado em uma mistura de folk e blues. No terceiro álbum, Vagabonds of the Western World, eles optaram por um som mais pesado. Conseguiram colocar nas paradas de sucesso os singles "Whiskey in the Jar" e "The Rocker". A banda começava, enfim, a ter sucesso.
Em 1973, Eric Bell deixou a banda e foi substituído, temporariamente, por Gary Moore, amigo de muitos anos de Phil Lynott. Trocaram o selo Decca pelo Vertigo. O escocês Brian Robertson e o americano Scott Gorham assumiram as guitarras. O Thin Lizzy estava pronto para decolar.
Gravaram Nigh Life (1974), Fighting (1975) e estouraram para o mundo com o álbum Jailbreak em 1976. Seguiram-se os álbuns Johnny the Fox e Bad Reputation, ambos de 1977. O Thin Lizzy já era reconhecido como um super-grupo.
Em 1978, veio a consagração definitiva: foi lançado o álbum Live and Dangerous, considerado até hoje um dos melhores "ao vivo" de todos os tempos. Brian Robertson deixou o grupo. Mais uma vez, Gary Moore foi chamado. Com esta formação, gravaram o álbum Black Rose em 1979.
O ano de 1980 chegou e a banda começou a ter problemas. Phil Lynott começou a se afundar nas drogas. Gary Moore deixou a banda e foi substituído por Snowy White, "ex-sideman" do Pink Floyd. Phil lançou o álbum solo Solo in Soho. O Thin Lizzy gravou o álbum Chinatown.
Lançaram, em 1981, o álbum Renegade. Darren Wharton, que tocou como convidado no disco anterior, assumiu os teclados como efetivo. Snowy White deixou a banda.
Em 1982, Phil Lynott lançou mais um álbum solo, The Phil Lynott Album. John Sykes, ex-Tyger of Pan Tang, assumiu uma das guitarras. Gravaram o último álbum de estúdio, Thunder and Lightning. Phil estava perdendo a luta para as drogas.

### Fim da banda
Em 1983, o Thin Lizzy fez a sua turnê de despedida e 2 apresentações na Inglaterra foram gravadas em vídeo, além de um álbum ao vivo, Life.
Phil Lynott ainda tentou continuar na ativa. Montou a banda Grand Slam, com o ex-baterista do Thin Lizzy, Brian Downey. O projeto não foi adiante. Em 1985, Phil e Gary Moore fizeram uma parceria no novo álbum de Gary, Run For Cover..
Em 4 de janeiro de 1986, Philip Parris Lynott, negro, filho de pai nascido na Guiana Britânica (atual Guiana) e mãe irlandesa, morreu de complicaçães de saúde derivadas do uso contínuo de drogas pesadas. Para homenagear Phil Lynott, sua música e sua poesia, existe na Irlanda a Fundação Roisin Dubh (Black Rose, em gaélico), mantida por sua mãe, Philomena Lynott.

### Retorno
Em 1994, John Sykes decidiu voltar com o Thin Lizzy, apresentando-se em um tributo a vida e trabalho de Phil Lynott. Na ausência de Lynott,  Sykes assumiu o papel de vocalista principal e convenceu Scott Gorham, Brian Downey e Darren Wharton a retornarem a formação. Para completar, Marco Mendoza seguiu no lugar de Lynott como baixista. A banda foi criticada por utilizar o nome Thin Lizzy sem a presença de Lynott, mas a banda tocou apenas as antigas músicas da banda, sem compor nenhum material novo.
Em 2009, Sykes saiu, e a banda seguiu na atividade sendo liderada por Scott Gorham ate 2011, quando decidiram criar uma nova banda, Black Star Riders (passando a gravar álbuns de estúdio), e encerrando o nome Thin Lizzy (chegaram a fazer alguns shows com o nome em 2017).

## Integrantes
Atual formação

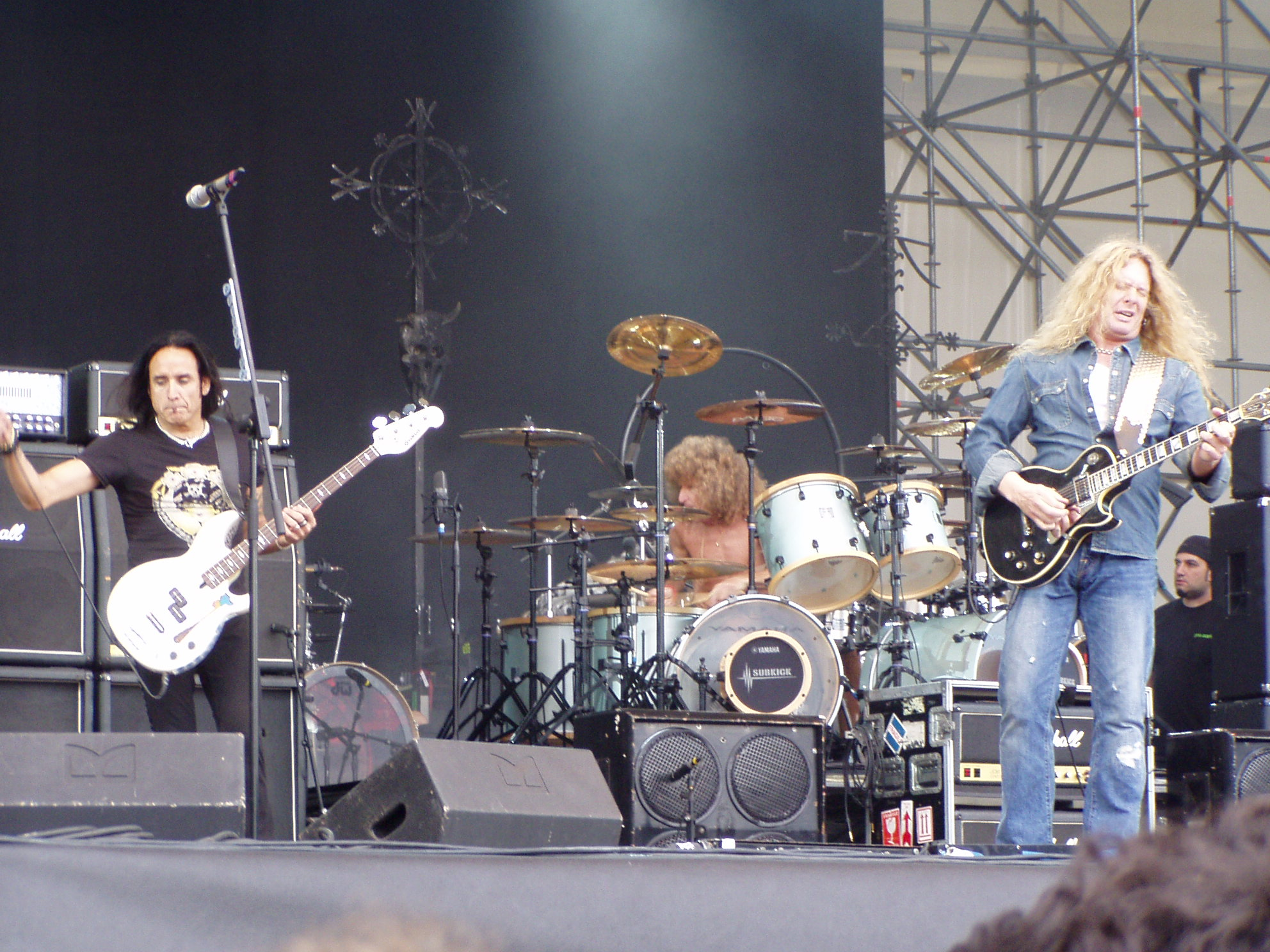
A nova formação do Thin Lizzy no festival Gods of Metal, 2007.

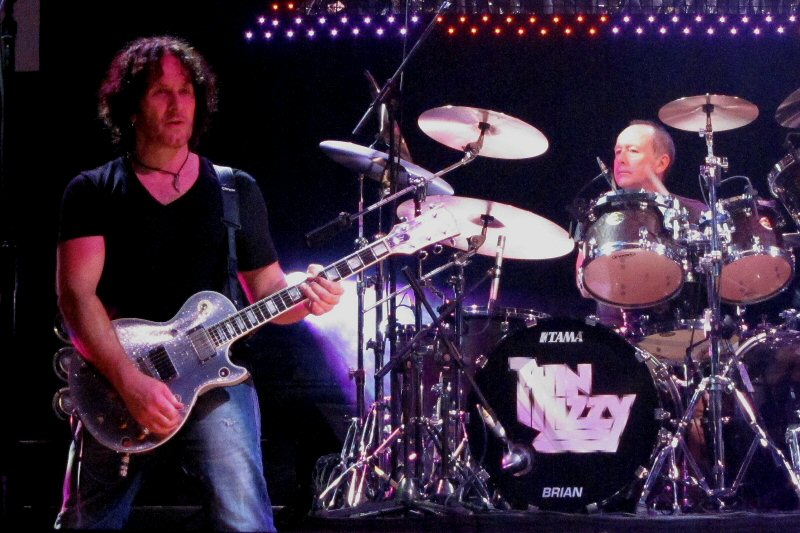
Vivian Campbell & Brian Downey em 2011

- Scott Gorham – guitarra, backing vocals (1974–83, 1996–2001, 2004–presente)
- Darren Wharton – teclado, vocais (1981–83, 1996–2001, 2010–presente)
- Ricky Warwick – vocal, guitarra ocasional (2010–presente)
- Damon Johnson – guitarra, backing vocals (2011–presente)
- Mikkey Dee – bateria, percussão  (2016–presente)

Antigos membros
- Phil Lynott – baixo, vocal (1969–83; morreu em 1986)
- Brian Downey – bateria, percussão (1969–83, 1996–98, 2010–2016)
- Eric Bell – guitarra, backing vocals (1969–73)
- Eric Wrixon – teclado, backing vocals (1969–70)
- Gary Moore – guitarra, backing vocals (1974, 1977, 1978–79; morreu em 2011)
- Brian Robertson – guitarra, backing vocals (1974–78)
- Midge Ure – guitarra, teclado e backing vocals (1979–80)
- Dave Flett – guitarra, backing vocals (1979)
- Snowy White – guitarra, backing vocals (1980–82)
- John Sykes – guitarra, vocal principal e backing vocals (1982–83, 1996–2001, 2004–09, morreu em 2025)
- Marco Mendoza – baixo, backing vocals (1996–2001, 2005–07, 2010–2016)
- Tommy Aldridge – bateria (1998–2001, 2007–09)
- Randy Gregg – baixo, backing vocals (2004–05)
- Michael Lee – bateria (2004–07; morreu em 2008)
- Francesco DiCosmo – baixo, backing vocals (2007–09)
- Vivian Campbell – guitarra, backing vocals (2010–11)
- Richard Fortus – guitarra, backing vocals (2011)